# Ulica Długa (Varsovie)
Rue Długa (en polonais : Ulica Długa)est une rue située dans l'arrondissement de Śródmieście (Centre-ville) à Varsovie.

## Situation et accès
La rue Długa commence à l'intersection des rues Freta et Nowomiejska, croise la rue Jan Kiliński, la place Krasiński, les rues Miodowa, Barokowa (pl), Bielańska, Bohaterów Getta (pl) et se termine à l'Arsenal royal

## Historique
C'est l'une des plus anciennes rues de Varsovie. Ses origines remontent au Moyen Âge. C'était au départ une route qui allait jusqu'à Sochaczew et Łowicz. Pendant cette période, la rue sert de place de marché, ce qui explique sa grande largeur au hauteur de Nowe Miasto. Les plus beaux bâtiments et les palais.
La commande de la rue et des bâtiments avec ses palais et ses immeubles a eu lieu dans la seconde moitié du XVIIIe siècle. Les monuments les plus précieux proviennent de cette période.
La maison n ° 1 à l'intersection des rues Długa et Freta était la plus petite propriété immobilière de Varsovie.

## Bâtiments remarquables et lieux de mémoire
- n° 3 : Église du Saint-Esprit
- n° 7 : palais Raczyński (pl)
- n° 13/15 :  cathédrale de campagne de l'armée polonaise (pl)
- monument de l'insurrection de Varsovie
- n° 26 :  palais Maria Lubomirska-Radziwiłłowa (Varsovie) (pl)
- n° 29: Hotel Polski n° 29
- n° 38/40 : palais des 4 vents (pl)
- plaques de Tchorek (plaques commémorant les lieux des batailles ou des exécutions de la Seconde Guerre mondiale)
- n° 52 :  arsenal royal de Varsovie

## Sources
- (pl) Cet article est partiellement ou en totalité issu de l’article de Wikipédia en polonais intitulé « Ulica Długa w Warszawie » (voir la liste des auteurs).